# Crisis política tunecina de 2021
El Autogolpe de estado en Túnez de 2021, ocurrió el 25 de julio de 2021, cuando el presidente tunecino Kais Saied destituyó al gobierno de Hichem Mechichi, suspendió la Asamblea de Representantes del Pueblo y revocó la inmunidad de sus miembros. Descrito como un autogolpe, la medida se produjo después de un período de inestabilidad política marcado por una serie de protestas contra el gobierno respaldado por Ennahda y el colapso del sistema de salud tunecino en medio de la pandemia de COVID-19 en el país.
Al día siguiente del autogolpe, Saied impuso un toque de queda de un mes de 7 p.m. a 6 a.m. Después de que expiró el período de 30 días, Saied extendió el período de sus medidas "hasta nuevo aviso". En octubre, Najla Bouden fue nombrada al frente de un nuevo gobierno, lo que la convirtió en la primera mujer primera ministra tanto en Túnez como en el mundo árabe. En julio de 2022, tras un referéndum boicoteado por más de dos tercios de los votantes, se adoptó una nueva Constitución que ampliaba los poderes del presidente, lo que allanó el camino para las elecciones parlamentarias de diciembre de 2022 y enero de 2023, que también fueron boicoteadas por un amplio sector de la población.

## Eventos
La crisis comenzó el 25 de julio de 2021, después de que el presidente tunecino Kaïs Saied destituyera al primer ministro Hichem Mechichi y suspendiera las actividades de la Asamblea de Representantes del Pueblo invocando poderes de emergencia del artículo 80 de la Constitución tunecina.
Las decisiones del presidente se tomaron en respuesta a una serie de protestas contra el Movimiento Ennahdha, las dificultades económicas y el aumento de los casos de COVID-19 en Túnez.
El presidente del parlamento tunecino y líder del Movimiento Ennahda, Rachid Ghanuchi, dijo que las acciones del presidente fueron un asalto a la democracia y pidió a sus partidarios que salgan a las calles en oposición.
En Túnez se han producido protestas tanto a favor como en contra de las acciones del presidente, mientras que las Fuerzas Armadas tunecinas han expresado su apoyo a las acciones del presidente.
El 26 de julio, Saied también despidió al ministro de Defensa, Ibrahim Bartaji, y al ministro de Justicia en funciones, Hasna Ben Slimane. Mechichi dijo que entregaría el poder a quien el presidente elija, en un paso que podría aliviar la crisis. Dijo que serviría a Túnez "desde cualquier lugar". Saied también anunció un toque de queda de 1 mes del 26 de julio al 27 de agosto de 2021.
El 30 de julio, Yassin al-Ayari, miembro del parlamento y conocido crítico del presidente Said, fue arrestado en su casa por agentes de seguridad que, según informes, iban vestidos de civil. La suspensión de la Cámara de Representantes por parte del presidente Saied despojó a los diputados de su inmunidad. En consecuencia, una fuente del poder judicial militar dijo que al-Ayari fue encarcelado debido a un fallo anterior emitido en 2018 acusado de criticar al ejército. Más tarde, ese mismo día, el miembro del Parlamento Maher Zeid fue arrestado después de ser sentenciado en 2018 a dos años de prisión por insultar al difunto presidente Beji Caid Essebsi.
El 24 de agosto, después de que expirara el período de 30 días, Saeed emitió una decisión para extender el período de "medidas excepcionales" que había anunciado hace un mes "hasta nuevo aviso". Aunque la constitución estipula que el parlamento solo puede suspenderse por un mes, esto ha suscitado preocupaciones en algunos sectores sobre el futuro de la democracia en el país.

## Constitución de Túnez de 2014
El 25 de julio de 2021, el presidente tunecino Kais Saied invocó el artículo 80 de la constitución, anunciando en un discurso transmitido por la televisión estatal, la terminación de las funciones del primer ministro Hisham al-Mashshichi, el congelamiento de la Cámara de Representantes y el levantamiento de inmunidad de sus diputados, luego de presidir una reunión de emergencia que reunió a líderes militares y de seguridad.
El artículo 80 de la Constitución de Túnez de 2014 establece lo siguiente:

El Presidente de la República, ante una situación de peligro inminente que atenta contra la entidad del país y la seguridad e independencia del país, con lo cual es imposible el normal funcionamiento de las ruedas del Estado, tomar las medidas que requiere esa situación excepcional, previa consulta. el Jefe de Gobierno y el Portavoz de la Asamblea de Representantes del Pueblo e informar al Presidente del Tribunal Constitucional Las medidas se anuncian en un comunicado al pueblo.
Estas medidas deben tener como objetivo garantizar el retorno al funcionamiento normal de las ruedas del estado lo antes posible, y la Asamblea de Representantes del Pueblo se considera en sesión permanente durante este período. En este caso, el Presidente de la República no podrá disolver la Asamblea de Representantes del Pueblo ni presentar moción de censura contra el gobierno.
Treinta días después de la entrada en vigencia de estas medidas, y en cualquier momento a partir de entonces, el Tribunal Constitucional, a solicitud del Presidente de la Asamblea de Representantes del Pueblo o de treinta de sus miembros, se encarga de decidir si el situación excepcional debe continuar. El tribunal declara públicamente su decisión en un plazo máximo de quince días.

El trabajo de tales medidas se dará por terminado cuando sus causas dejen de existir. El Presidente de la República dirige un comunicado al pueblo